# المشراق (ذمار)
المشراق هي إحدى قرى الجمهورية اليمنية. تتبع جغرافيا لمحافظة ذمار وإداريًا لمديرية عنس. يبلغ تعداد سكانها 1074 نسمة حسب الإحصاء الذي أجري عام 2004.